# Suzanne Farrell

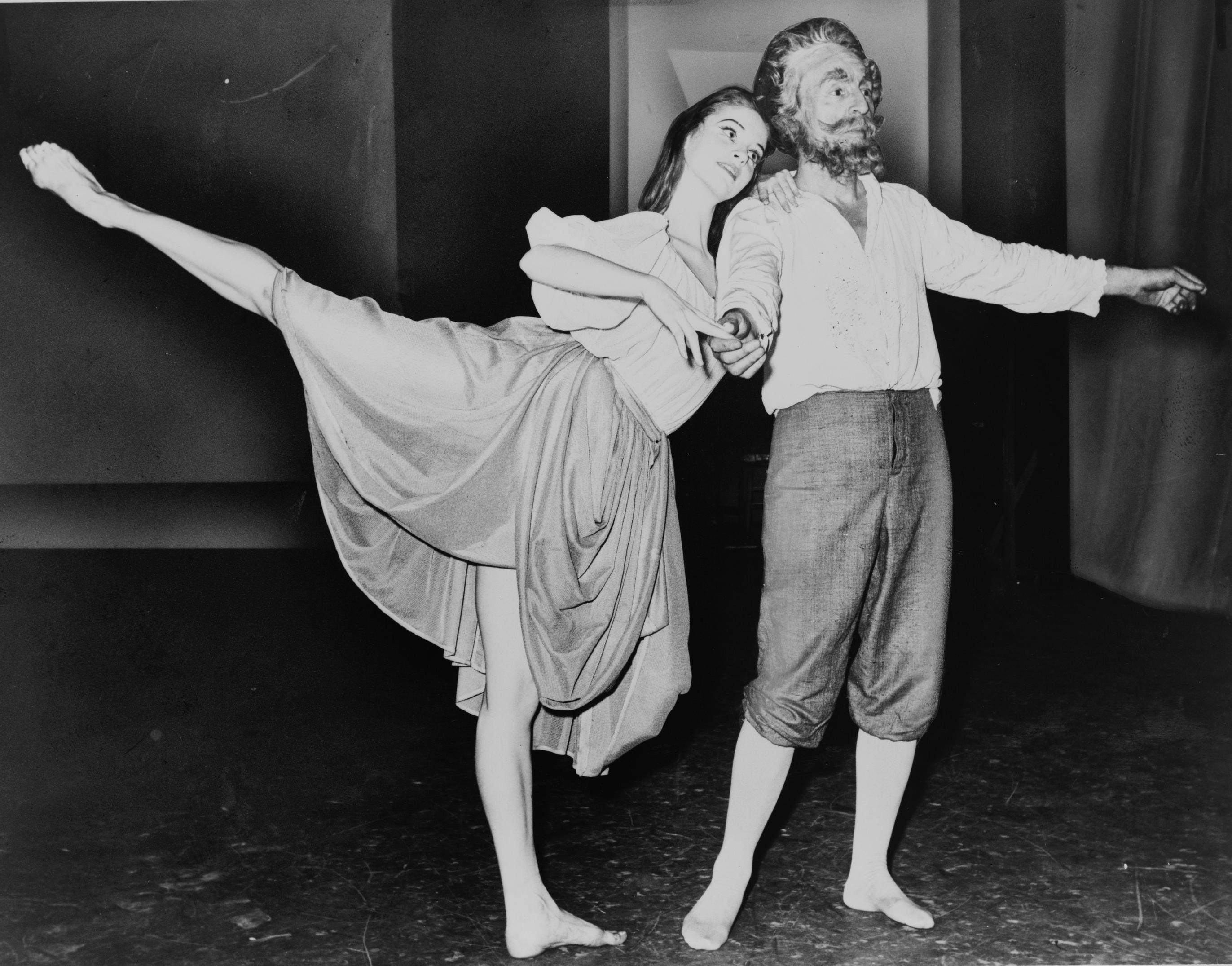
Suzanne Farrell och George Balanchine i ”Don Quixote” 1965

Suzanne Farrell, egentligen Roberta Sue Ficker, född 16 augusti 1945 i Cincinnati, Ohio, USA, är en amerikansk ballerina.
Farrell anslöt sig 1961 till New York City Ballet, där hon fyra år senare utsågs till prima ballerina. Hon kom med tiden att bli en av den ryske koreografen George Balanchines främsta medarbetare.

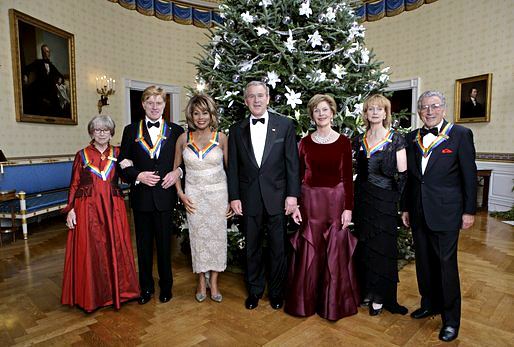
President George W. Bush och Laura Bush poserar med Kennedy Centers pristagare, från vänster till höger, skådespelaren Julie Harris, skådespelaren Robert Redford, sångerskan Tina Turner, Farrell, sångaren Tony Bennett, 4 december 2005, under en mottagning i Blå rummet i Vita huset.

## Biografi
Farrell började sin balettutbildning vid åtta års ålder. 1960 fick hon ett stipendium till School of American Ballet. Hennes första ledande roller i balett kom i början av 1960-talet. Hon lämnade New York City Ballet 1969 och flyttade därefter till Bryssel för att dansa för Maurice Bejarts 1900-talsbalett.
1975 flyttade Farrell tillbaka till USA, där hon samarbetade med Balanchine fram till hans död 1983. Samma år drabbades Farrell av begynnande reumatism i höften. Hon gick i pension från balettscenen sex år senare, efter en höftoperation. Farrell hade en ovanligt lång karriär som balettdansare, och har sedan sin pensionering 1989 varit lärare i många balettskolor. Hon var lärare vid New York City Ballet fram till 1993 och har varit professor i dans vid Florida State University sedan 2000. Samma år grundade hon sitt eget danskompani, Suzanne Farrell Ballet, som upplöstes i slutet av 2017.
Farrell är fortfarande välkänd och respekterad inom balettvärlden och har fått erkännande för sitt inflytande inom balett med flera utmärkelser, bland annat Kennedy Center Honors och Presidential Medal of Freedom, som är den högsta civila hedersbetygelsen i USA. Hon tilldelades 1987 Golden Plate Award från American Academy of Achievement vid en ceremoni i Scottsdale, Arizona. Hon valdes också in i American Philosophical Society 2016.